# Diego Vergara Albano
Diego Vergara Albano (Talca, 11 de noviembre de 1803 - Santiago, 8 de agosto de 1877) fue un independentista, diputado, senador y hacendado chileno.

## Familia

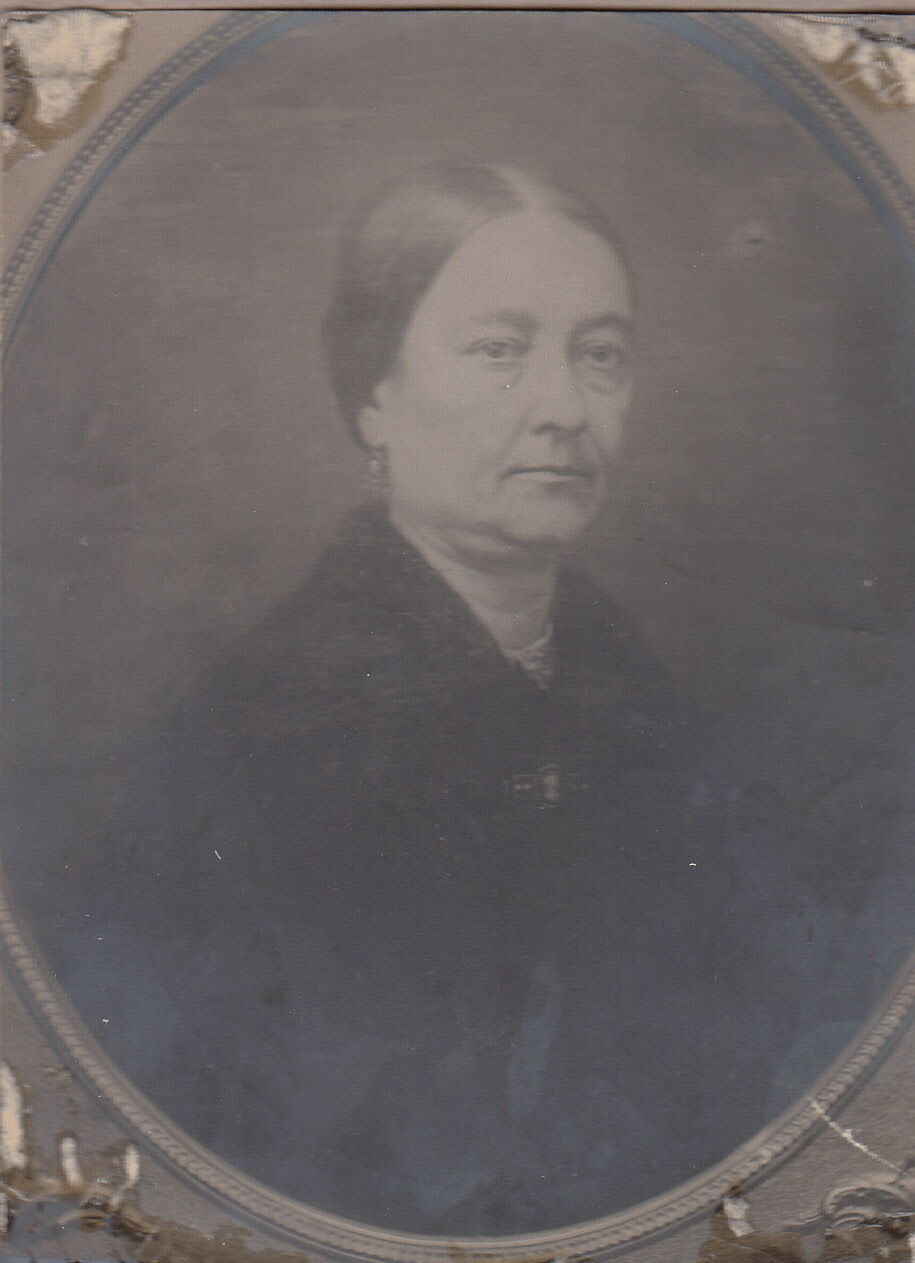
Su esposa Jesús Correa Albano con quien tuvo diez hijos.

Fue hijo de Ramón Martínez de Vergara y Rojas-Puebla y Francisca de Borja Albano Cruz - hija de Juan Albano Pereira Márquez-. Era sobrino de Vicente, Juan Manuel, Anselmo y Nicolás de la Cruz y Bahamonde. Fue primo hermano de Pedro Nolasco Vergara Albano, Juan Albano Cruz y Casimiro Albano Cruz.
Se casó en Talca con Jesús Antúnez Cruz y, en segundas nupcias, en Lontué el 5 de enero de 1832 con María Jesús Correa Albano, con quien tuvo diez hijos: Francisca de Borja, Jesús, Isabel, Diego, Bonifacio, José, María Mercedes, Teresa, José Luis y María Gertrudis.

## Actividad pública
Su primer cargo público fue el de juez de abastos del cabildo de Talca. Actuó como parte de los patriotas en la independencia de Chile, participando el 17 de abril de 1830 en la batalla de Lircay, donde integró las tropas de Ramón Freire.
Posteriormente, entre 1846 y 1849, fue regidor de Talca. Desde 1858 hasta 1861, fue diputado propietario por Lontué, latifundio que fue de su propiedad, conformado la Comisión Permanente de Negocios Eclesiásticos. Entre 1861 y 1864, fue diputado propietario por el Departamento de Linares, conformando la Comisión Permanente de Elecciones y Calificadora de Peticiones. Desde 1864 hasta 1867, fue diputado suplente por Lontué y reemplazó al diputado propietario hasta su incorporación el 19 de julio de 1864. Entre 1876 y 1882, fue senador suplente por Talca.